# Hippolyte Ribière
Pour les articles homonymes, voir Ribière.
Pour les autres membres de la famille, voir Famille Ribière.
Charles-Hippolyte Ribière, né le 1er mars 1822 à Champlay dans l'Yonne et mort à Auxerre le 29 juin 1885 est un homme politique français, historien local et bibliographe. Il fut notamment préfet et sénateur de l'Yonne.

## Biographie
Il est le fils de Pierre-Hippolyte Ribière, notaire royal et maire de Champlay, et de  Rosalie Savatier-Laroche. Charles-Hippolyte étudie le droit et, son doctorat en droit obtenu à Paris en 1846, se fixe à Auxerre comme avocat. Il manifeste sous l'Empire des opinions républicaines. Il est brièvement nommé conseiller de préfecture de l'Yonne (1848-1849) avant de donner sa démission à la suite d'une « promotion » à Colmar. En parallèle de ses plaidoiries, il utilise son temps libre à des travaux historiques et littéraires parmi lesquels une Notice sur Coulanges-la-Vineuse, un Mémoire sur les poètes auxerrois des XVe et XVIe siècles qui est lu avec succès au XXVe "Congrès scientifique de France" tenu à Auxerre en 1858, et surtout un Essai sur l'histoire de l'imprimerie dans le département de l'Yonne (Auxerre, 1858). Il est membre du Conseil municipal d'Auxerre de 1865 à 1870 et bâtonnier d'Auxerre en 1862. Il est cofondateur en 1868 puis président de la Société pour le propagation de l'instruction populaire dans l'Yonne à Auxerre dont il est l'un des ardents conférenciers et défenseurs, et devient membre de la Ligue de l'Enseignement.
Il est nommé préfet de l'Yonne le 4 septembre 1870, poste qu'il conserve jusqu'à la chute d’Adolphe Thiers le 24 mai 1873.
Il est élu sénateur de l'Yonne le 30 janvier 1876 et se place au côté de la Gauche républicaine. Il fut notamment rapporteur, en juin 1881, de la loi sur l'obligation et la laïcité de l'instruction primaire. Conseiller général du canton de Toucy, il est réélu sénateur le 8 janvier 1882. Il continue de siéger à gauche, et soutient la politique scolaire et coloniale des ministères républicains. Il est vice-président (1883) puis président (1884) de la Gauche Républicaine au Sénat jusqu'à sa mort.
Décédé en 1885, il est remplacé, le 23 août suivant, par M. Jules Guichard. 

Il acquit le futur Hôtel Ribière (9 rue Soufflot, Auxerre) le 4 mars 1847, légué à la ville d’Auxerre en février 1972 par son petit-fils Marcel Julien Henri Ribière.

### Famille
Il est le père de Marcel Ribière et le beau-frère de Pierre-François Savatier-Laroche, tous deux hommes politiques. Il épouse Augustine Croiset (1833-1893), fille de Pierre-Henry Croiset (1787-1862), industriel ocrier et maire de Pourrain, et cousine issue de germain de l'avocat Jean-Baptiste-Nicolas Parquin et du commandant Denis-Charles Parquin.

## Hommage
- Rue Hippolyte Ribière, à Auxerre, ancienne rue neuve. Elle est située entre la rue du Temple et la rue Soufflot.

## Travaux et ouvrages
- Essai sur l'histoire de l'imprimerie dans le département de l'Yonne, Auxerre, 1858. Sur Google.livre
- Mémoire sur les poètes auxerrois des XVe et XVIe siècles
- Notice sur Coulanges-la-Vineuse
- Rapport sur la situation administrative du département de l'Yonne (session de 1871), Auxerre 1871
- Conseil Général de l'Yonne : rapport sur le service de l'instruction primaire dans le département, Auxerre 1877